# Kein Stich
Kein Stich ist ein Kartenspiel, das im deutschen Sprachraum regional in mehreren Variationen und unter unterschiedlichen Namen wie z. B. Herzeln (vergleiche aber das gleichnamige, andere Kartenspiel Herzeln), King Louis, Bayrisch Poker, Kunterbunt, Schwarze Sau, Fritz, Brumseln, Bayerisch-Poker, Fünferspiel, Lieschen, Lizzy oder auch als  Pensionisteln bekannt ist.
In der häufigsten Variante wird es von vier Personen mit einem Kartenspiel zu 4 Mal 8 Karten (Ass, König, Ober/Dame, Unter/Bube, Zehner, Neuner, Achter, Siebener) gespielt.
Das Besondere an diesem Spiel sind seine fünf verschiedenen Runden. In den ersten vier ist es ein Stichspiel, in der letzten jedoch ähnlich wie Elfer raus! ein Legespiel. Spielt man um Geld, wird in den Stichrunden in einen Topf einbezahlt und in der letzten Runde das einbezahlte Geld ausgespielt. Das Wort „Pfennig“ steht als Platzhalter für einen Geldbetrag.

## Spielregeln
Die Karten haben von oben nach unten die Reihenfolge Ass, König, Ober/Dame, Unter/Bube, Zehner, Neuner, Achter, Siebener. Den Stich macht immer die höchste Wertigkeit der angespielten Farbe.

### Die Stichrunden
Der Spieler links vom Geber beginnt mit dem ersten Stich einer Runde. Bei den weiteren Stichen kommt immer der heraus, der den letzten Stich gemacht hat. Grundsätzlich gilt: Farbe muss bedient werden, Trumpf gibt es nicht. Das heißt: Wenn man mindestens eine Karte in der ausgespielten Farbe besitzt, muss man eine solche zugeben.
1. Kein Stich: In der ersten Runde versuchen die Spieler, möglichst wenig Stiche zu machen. Jeder Stich kostet fünf Pfennig.
2. Kein Herz: In der zweiten Runde bezahlt man für jede Karte der Farbe Herz, die man in seinem Stich hat, fünf Pfennig. Auf die Zahl der Stiche kommt es hier nicht an. Herz ist jedoch kein Trumpf, man kann also Herzkarten in einen Nicht-Herz-Stich zugeben, wenn man die Farbe nicht bedienen kann.
3. Kein Ober (keine Dame): In der dritten Runde sind sowohl die Herzen wie die Zahl der Stiche unwichtig: Hier kostet jeder Ober, den man in seinem Stich hat, zehn Pfennig.
4. Kein Herz-König: In der vierten Runde nun ist nur wichtig, wer den vom Watten bekannten Max, den Herz-König in seinem Stich hat: Er bezahlt 40 Pfennig.

### Die Legerunde
In der letzten, fünften Runde beginnt nach dem Kartenverteilen derjenige Spieler, der den Eichel-Unter (beim französischen Blatt den Kreuzbuben) hat, indem er diesen auf den Tisch legt. Danach geht das Spiel reihum weiter. Jeder Spieler kann entweder an eine auf dem Tisch liegende Karte anlegen oder einen weiteren Unter auslegen, an den man dann wieder anlegen kann. Kann man keines von beiden, so muss man aussetzen. Wer als erster seine letzte Karte abgelegt hat, erhält hundert Pfennig; der zweite bekommt fünfzig, der dritte zehn, während der letzte leer ausgeht. Die Auszahlung, der Modus und ob überhaupt  ist stets Sache einer vorherigen Vereinbarung.

## Varianten

### Kein zweitletzter Stich
Eine Spielvariante besteht in einer zusätzlichen 5. Stichrunde, in der der zweitletzte Stich 40 Pfennig kostet.

### Kein erster, letzter Stich
Diese Variante funktioniert wie die vorige, nur dass hier der erste bzw. der letzte Stich jeweils 20 Pfennig kostet.

### Schwarze Sau
In der unter Schwarze Sau bekannten Variante wird in der vierten Runde die Pik-Dame anstelle des Herzkönigs gewertet. Vergleiche Hearts.

### King Louis
In der unter King Louis bekannten Variante fehlt die erste Runde (kein Stich); es wird gleich mit der zweiten Runde (kein Herzstich) begonnen.

### Durchmarsch
Der Durchmarsch ist in den Stichrunden möglich. Dabei muss ein Spieler alle Stiche bekommen und erhält dann 50 Pfennig, die anderen Spieler zahlen je 30 Pfennig.

### Power, Blitz oder Hardcore
In diesem Spielmodus werden die ersten 4 Spielrunden zu einer Runde zusammengefasst. D.h man bezahlt pro Stich, pro Herz, pro Dame/Ober und für Herzkönig. Hat man beispielsweise folgenden Stich gemacht: A, O, 10, K kostet dieser 1 × Tarif für den Stich, 4 × Tarif für Herz, 2 × Tarif für Herz Ober, 8 × Tarif für den Herzkönig.

### Österreichisches „Herzln“

#### Standardvariante
Es sind mehrere Varianten bekannt, welche sich teilweise durch die Menge der Punkte sowie der Rundenziele unterscheiden. Bei der hier beschriebenen entsprechen die Regeln weitgehend den oben genannten, abgesehen von den folgenden Änderungen. Es werden in jeder Runde Minuspunkte vergeben:
1. Runde: Ein Minuspunkt pro erhaltenen Stich.
2. Runde: Ein Minuspunkt pro im Stich enthaltene Herzkarte.
3. Runde: Zwei Minuspunkte pro Ober (Damen) im Stich.
4. Runde: Vier Minuspunkte pro „roten“ König im Stich: Es zählen Herzkönig und Schellenkönig (bzw. Karokönig bei französischem Blatt).
5. Runde: Die Legerunde wird als „Greamandln“ bezeichnet. Begonnen wird das Auslegen von der Person mit dem Blatt-Unter („Grünem Mandl“). Die Person die als erste ihre Karten los wird gewinnt und bekommt 16 Punkte gutgeschrieben, weiter gibt es 10 Punkte für den zweiten Platz und 6 Punkte für den Dritten, der vierte Platz geht leer aus. Die Punkte werden mit den zuvor gesammelten Minuspunkten gegengerechnet und damit die gewinnende Person ermittelt.

#### Kombinierte Variante
Um das Punkte mitschreiben oder rechnen entfallen lassen zu können, wird in den Stichrunden jeweils in den Topf einbezahlt. Bei 36 Karten (4x9) ergibt sich somit ein Topf von 50 Münzen. In der Legerunde bekommt der Erste 30 Münzen, der Zweite 15 Münzen und der Dritte 5 Münzen aus dem Topf. Der Topf wird somit bei einer Aufteilung 60 %, 30 % und 10 % komplett entleert.
1. Runde: kein Stich – 9 x 1 Münze
2. Runde: kein Herz – 9 x 1 Münze
3. Runde: kein erster & letzter Stich – 2 x 4 Münzen
4. Runde: kein Ober/Dame – 4 x 2 Münzen
5. Runde: roter König – kein Herz oder Karo/Schellen König – 2 x 4 Münzen
6. Runde: schwarze Katze – keine Blatt/Pik-Dame – 1 x 8 Münzen
7. Runde: Greamandln/Anlegen

Je nach Vereinbarung wird die Legerunde mit Blatt/Pik-Bube, Herz-Bube oder Eichel/Treff-Bube begonnen.

### Sonstige Varianten
Varianten existieren für 3 bis 6 Spieler und für Kartenspiele zu 24 oder 52 Blatt.